# Виши (округ)
Виши (фр. Vichy) — округ (фр. Arrondissement) во Франции, один из округов в регионе Овернь. Департамент округа — Алье. Супрефектура — Виши.
Население округа на 2006 год составляло 120 650 человек. Плотность населения составляет 60 чел./км². Площадь округа составляет всего 2016 км².